# Plecia gibbosa
Plecia gibbosa är en tvåvingeart som beskrevs av Hardy 1942. Plecia gibbosa ingår i släktet Plecia och familjen hårmyggor. Inga underarter finns listade i Catalogue of Life.